# Chiesa di Maria Vergine Assunta (Roccabruna)
La chiesa di Maria Vergine Assunta è la parrocchiale di Roccabruna, in provincia di Cuneo e diocesi di Saluzzo; fa parte della zona pastorale di Busca, Dronero e Valle Maira.

## Storia
La prima citazione della chiesa di S. Maria de Rochabruna risale al 1386 ed è contenuta in un documento conservato presso l'Archivio Vescovile di Torino.
Questo luogo di culto fu visitato nel 1609 dal vescovo Ottavio Viale, nel 1628 da monsignor Giacomo Marenco e nel 1643 dal vescovo Francesco Agostino Della Chiesa; nel 1664 mosnignor Carlo Piscina, durante la sua visita pastorale, annotò che il titolo esatto della chiesa era Assunzione della Beata Vergine Maria Incoronata.
Il 4 maggio 1721 i fedeli chiesero al vescovo l'autorizzazione di demolire la parrocchiale per poterla ricostruire ex novo e il 18 dello stesso mese il presule diede il suo assenso. Iniziarono così i lavori di riedificazione; nel 1789 venne eretta la navata di sinistra e il 24 agosto 1790 monsignor Giuseppe Gioacchino Lovera celebrò la consacrazione, mentre nel 1833 si provvide a realizzare la navata di destra e la facciata.
Nel 1886 la torre campanaria venne rialzato e dotato dell'orologio e nel 1929 fu consacrato l'altare maggiore; nel 1938 si procedette a ripristinare una parte del tetto e nel 1974 la chiesa venne adeguata alle norme postconciliari.

## Descrizione

### Esterno
La facciata a salienti della chiesa, rivolta a occidente, è composta da tre corpi, tutti scanditi da lesene: quello centrale, coronato dal frontone, è caratterizzato dal portale d'ingresso e da una finestra ed abbellito da tre affreschi raffiguranti la Madonna tra gli angeli, San Pietro e San Paolo, mentre le ali laterali presentano due finestrelle.
Annesso alla parrocchiale è il campanile a base quadrata, la cui cella presenta su ogni lato una monofora affiancata da lesene ed è coronata dalla guglia.

### Interno
L'interno dell'edificio è suddiviso da pilastri sorreggenti degli archi a tutto sesto in tre navate, di cui la centrale è caratterizzata da una volta affrescata e le laterizi sono coperte da volte a crociera; al termine dell'aula si sviluppa il presbiterio, rialzato di un gradino, delimitato da balaustre e chiuso dall'abside.
L'opera di maggior pregio qui conservata è il fonte battesimale, costruito nel XVII secolo.